# Convention internationale de Stresa
La convention internationale de Stresa (« convention sur l'emploi des appellations d'origine et dénominations de fromages ») est une convention signée en 1951 entre l'Autriche, le Danemark, la France, l'Italie, la Norvège, les Pays-Bas, la Suède et la Suisse au sujet de la dénomination de certains fromages et de certaines appellations d'origine. Elle reconnaît notamment que la dénomination « gruyère » peut être utilisée aussi bien en France (voir gruyère français) qu'en Suisse (gruyère suisse) et que la dénomination  « emmental » peut être utilisée uniquement en Suisse.